# 古藏
古藏（法語：Gouzens）是法国上加龙省的一个市镇，属于米雷区（Muret）蒙泰斯基厄沃尔韦斯特尔县（Montesquieu-Volvestre）。该市镇总面积5.7平方公里，2009年时的人口为95人。

## 人口
古藏人口变化图示